# Río Lajeado Macuco
El Lajeado Macuco es un río brasileño en el estado de Santa Catarina. Forma parte de la Cuenca del Plata, nace en el municipio de Iporã do Oeste y con rumbo norte a sur se dirige hacia el río Uruguay donde desemboca cerca de la ciudad de São João do Oeste.
- Datos: Q2412830